# Личные местоимения в каталанском языке
В этой статье рассматриваются формы личных местоимений каталанского языка.

## Ударная форма
| Каталанский язык | Русский язык                |
| ---------------- | --------------------------- |
| jo               | я                           |
| tu               | ты                          |
| ell              | он                          |
| ella             | она                         |
| vostè            | вы (вежливая форма, ед. ч.) |
| nosaltres        | мы                          |
| vosaltres        | вы                          |
| ells             | они (м. р.)                 |
| elles            | они (ж. р.)                 |
| vostès           | вы (вежливая форма, мн. ч.) |
| si               | себя                        |

Личные местоимения в ударной форме (кат. pronoms forts) используются в роли подлежащего (кроме возвратного местоимения si) и косвенного дополнения.
- Han preguntat per vosaltres. (Они спрашивали о вас.)
- Ell, no crec que vingui. (Не думаю, что он придёт.)
- Jo encara no en sé gaire. (Я пока не много об этом знаю.)

В сочетании с предлогами a, amb, contra, de, en, entre, envers, sense вместо местоимения jo используется местоимение mi: «queda’t amb mi» (останься со мной).
Однако если эти предлоги используются с двумя и более местоимениями, местоимение jo на mi не заменяется: «contra tu i jo» (против тебя и меня).
С некоторыми предлогами используется только форма jo: «segons jo» (по моему мнению).
Возвратное местоимение si не может выступать в функции подлежащего. Обычно оно встречается после предлога и часто усиливается словом mateix:
- Ho va comprar per a si mateix. (Он купил это для самого себя.)

Местоимения vostè и vostès служат для выражения вежливого обращения к собеседнику. Vostè употребляется с глаголом 3-го лица единственного числа, vostès — 3-го лица множественного числа.
- Vostè em faria un favor? (Не оказали бы вы мне любезность?)

В служебных документах вместо vostè может употребляться также местоимение vós (используется с глаголом во 2-м лице множественного числа).
Местоимения tu и vosaltres служат для неформального обращения и используются в каталанском языке шире, чем в русском.

## Безударные формы
Безударные формы личных местоимений, или слабые местоимения (кат. pronoms febles), как следует из названия, не несут на себе ударения (исключение составляют некоторые варианты в балеарском и руссильонском диалектах). Это односложные клитики, которые всегда относятся к глаголу и не могут использоваться сами по себе или с другими элементами предложения. Слабые местоимения стоят непосредственно перед глаголом или после него, сочетание местоимения и глагола имеет единственное ударение глагола.
Безударные формы различаются по
лицам, числам, родам и по синтаксической функции (прямое или косвенное дополнение, обстоятельство).
Форма местоимения определяется тем, идёт оно перед или после глагола и присоединяется к согласному или к гласному. Имеется четыре варианта:
- усиленная форма (forma reforçada) используется перед глаголом, начинающимся с согласного, на письме отделяется от глагола пробелом (Em sentiu. Вы слышите меня.);
- элидированная форма (forma elidida) используется перед глаголом, начинающимся с гласного (первой буквой глагола может быть h), отделяется от глагола апострофом (Això m’agrada. Это мне нравится.);
- полная форма (forma plena) используется после глагола, оканчивающегося на согласный (или на дифтонг, оканчивающийся на u), связывается с глаголом дефисом (En Joan no vol seguir-me. Жуан не хочет следовать за мной.);
- редуцированная форма (forma reduïda) используется после глагола, оканчивающегося на гласный, отделяется от глагола апострофом (однако us связывается с глаголом дефисом) (Dóna’m un llibre. Дай мне книгу.).

Не все местоимения имеют все четыре формы.
|                        |                        |                                                                          | перед глаголом | перед глаголом | после глагола | после глагола |
| перед согласным        | перед гласным          | после согласного                                                         | после гласного |                |               |               |
| ---------------------- | ---------------------- | ------------------------------------------------------------------------ | -------------- | -------------- | ------------- | ------------- |
| Ед. ч.                 | 1 л.                   | прямое/косвенное дополнение или возвратное местоимение (м. р. или ж. р.) | em             | m'             | -me           | 'm            |
| Ед. ч.                 | 2 л.                   | прямое/косвенное дополнение или возвратное местоимение (м. р. или ж. р.) | et             | t'             | -te           | 't            |
| Ед. ч.                 | 3 л.                   | прямое дополнение (м. р.)                                                | el             | l'             | -lo           | 'l            |
| Ед. ч.                 | 3 л.                   | прямое дополнение (ж. р.)                                                | la             | l' 1           | -la           | -la           |
| Ед. ч.                 | 3 л.                   | непредметная форма                                                       | ho             | ho             | -ho           | -ho           |
| Ед. ч.                 | 3 л.                   | косвенное дополнение (м. р. и ж. р.)                                     | li             | li             | -li           | -li           |
| Мн. ч.                 | 1 л.                   | прямое/косвенное дополнение или возвратное местоимение (м. р. или ж. р.) | ens            | ens            | -nos          | 'ns           |
| Мн. ч.                 | 2 л.                   | прямое/косвенное дополнение или возвратное местоимение (м. р. или ж. р.) | us             | us             | -vos          | -us           |
| Мн. ч.                 | 3 л.                   | прямое дополнение (м. р.)                                                | els            | els            | -los          | 'ls           |
| Мн. ч.                 | 3 л.                   | прямое дополнение (ж. р.)                                                | les            | les            | -les          | -les          |
| Мн. ч.                 | 3 л.                   | косвенное дополнение (м. р. и ж. р.)                                     | els            | els            | -los          | 'ls           |
| 3 л. (ед. ч. и мн. ч.) | 3 л. (ед. ч. и мн. ч.) | возвратное местоимение (м. р. и ж. р.)                                   | es             | s'             | -se           | 's            |
| местоименные наречия   | местоименные наречия   | аблатив/генитив                                                          | en             | n'             | -ne           | 'n            |
| местоименные наречия   | местоименные наречия   | локатив                                                                  | hi             | hi             | -hi           | -hi           |

1Перед глаголами, начинающимися на безударные i-, u- (или hi-, hu-), вместо элидированной формы женского рода l' используется la.